# سفارة منغوليا في روسيا
سفارة منغوليا في روسيا هي أرفع تمثيل دبلوماسي لدولة منغوليا لدى روسيا. تقع السفارة في موسكو وهي تهدف لتعزيز المصالح المنغولية في روسيا.

## وصلات خارجية
- الموقع الرسمي
- قائمة سفارات منغوليا
- قائمة السفارات في روسيا